# Rukhsana Zuberi
Rukhsana Zuberi là một chính khách Pakistan, từng là Nghị sĩ của Thượng viện Pakistan, kể từ tháng 3 năm 2018. Trước đây, bà từng là nghị sĩ của Thượng viện từ năm 2003 đến 2009 và từng là thành viên của Hội đồng tỉnh Sindh trong một thời gian ngắn vào năm 1977.

## Sự nghiệp chính trị
Zuberi đã được bầu vào một ghế dành riêng cho phụ nữ trong Hội đồng tỉnh Sindh trong cuộc tổng tuyển cử năm 1977. Bà giữ chức vụ này từ ngày 30 tháng 3 năm 1977 đến ngày 5 tháng 6 năm 1977.
Zuberi được bầu vào Thượng viện Pakistan với tư cách là ứng cử viên của Đảng Nhân dân Pakistan (PPP) từ Sindh cho ghế dành riêng cho phụ nữ trong cuộc bầu cử Thượng viện năm 2003. Bà thôi giữ chức vụ Thượng nghị sĩ khi kết thúc nhiệm kỳ thượng nghị sĩ dài 6 năm vào năm 2009.
Zuberi đã được bầu lại vào Thượng viện với tư cách là ứng cử viên của Đảng Nhân dân Pakistan từ Sindh cho ghế kỹ trị gia trong cuộc bầu cử Thượng viện Pakistan năm 2018. Bà đã tuyên thệ nhậm chức Thượng nghị sĩ vào ngày 12 tháng 3 năm 2018.